# NGC 7072A
NGC 7072A is een balkspiraalstelsel in het sterrenbeeld Kraanvogel. Het hemelobject werd op 5 september 1834 ontdekt door de Britse astronoom John Herschel.

## Synoniemen
- ESO 287-29
- MCG -7-44-17
- PGC 66870